# Accessori d'oficina

Il·lustració d'un ordinador d'escriptori modern

Els accessoris d'oficina  o màquines d'oficina són un conjunt de màquines i dispositius que s'utilitzen a les oficines per fer tasques relacionades amb l'elaboració, l'enviament i l'arxiu de documents i papers, i per establir comunicacions amb proveïdors, clients, organitzacions i altres persones o empreses amb què l'oficina es relaciona.
En tre altres hi ha: telèfon, sistema per a videoconferència, ordinador, impressora, fotocopiadora, fax, vídeo projector, guillotina, engargoladora, màquina d'escriure.

## Telèfon
El telèfon permet rebre i fer trucades. Els moderns tenen diverses opcions per facilitar el seu ús, com ara: trucada en conferència, reenviament de trucada, trucada en espera, guia telefònica, trucada, llista de trucades perdudes, llista de trucades rebudes, codis de números usuals, contestador automàtic.

## Sistema per a Videoconferència
El sistema per a videoconferència permet fer comunicacions simultànies bidireccional d'àudio i vídeo, que permet mantenir reunions amb grups de persones situades en llocs allunyats entre si. Addicionalment, poden tenir capacitat de fer intercanvi de gràfics, imatges fixes, transmissió d'arxius des del computador, etc.
És un sistema interactiu que permet diversos usuaris mantenir una conversa virtual per mitjà de la transmissió en temps real de vídeo, so i text a través d'internet.

## Ordinador
L'ordinador s'ha convertit des de finals del segle xx, en un element essencial d'una oficina. Mitjançant la mateixa és possible accedir a informació disponible a internet, als sistemes de correu electrònic, a sistemes de comunicació de veu i imatge per internet (exemple Skype ), a sistemes de missatges (exemple SMS ). També permet utilitzar nombrosos programes de programari que ajuden en l'elaboració, gestió i arxivat de documents escrits, visuals o de so; entre els més utilitzats hi ha programes d'edició i Processament de text (exemple MS Word )
També permeten executar programes de programari per utilitzar planetes electròniques per realitzar activitats de comptabilitat i finances (exemple MS Excel ), i bases de dades per gestionar informació.
L'ordinador en una oficina moderna es troba connectat en general a una xarxa que permet compartir informació amb altres usuaris dins de l'oficina, i fins i tot amb usuaris ubicats en altres llocs.

## Impressora
Una impressora és un dispositiu perifèric de l'ordinador que permet produir una gamma permanent de textos o gràfics de documents emmagatzemats en un format electrònic, imprimint-los en medis físics, normalment en paper, utilitzant cartutxos de tinta o tecnologia làser .
Moltes impressores són usades com a perifèrics, i estan permanentment unides a l'ordinador per un cable. Altres impressores, anomenades impressores de xarxa, tenen una interfície de xarxa intern (típicament wireless o ethernet), i que pot servir com un dispositiu per imprimir en paper algun document per a qualsevol usuari de la xarxa.
A més, moltes impressores modernes permeten la connexió directa d'aparells de multimèdia electrònics com les targetes CompactFlash, Secure Digital o Memory Stick, pendrives, o aparells de captura d'imatge com a càmeres digitals i escàners . També hi ha aparells multifunció que consten d'impressora, escàner o màquines de fax en un sol aparell. Una impressora combinada amb un escàner pot funcionar bàsicament com una fotocopiadora .
Les impressores solen dissenyar-se per fer treballs repetitius de poc volum, que no requereixin virtualment un temps de configuració per aconseguir una còpia d'un document determinat. No obstant això, les impressores són generalment dispositius lents (10 pàgines per minut és considerat ràpid), i les despeses per pàgina és relativament alt.

## Fotocopiadora

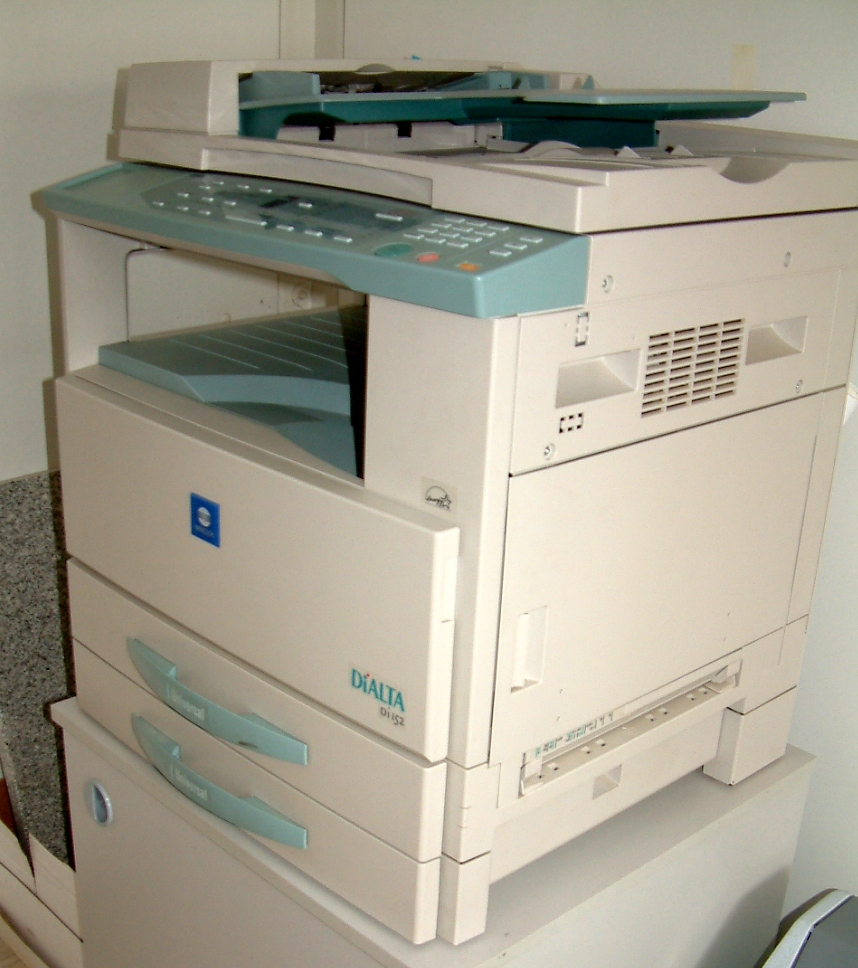
Fotocopiadora multifuncional.

Una fotocopiadora és una màquina que permet reproduir un document o una part en un full de paper normalment, encara que pot ser també a un altre tipus de material, com una transparència, opalina, etc. La mida dels papers és molt variada: carta, ofici, A4, A5, i molts més fins a arribar als especials per a plànols.
El procés de fotocopiat es fa per mitjans òptics i fotosensibles. Es col·loca l'original sobre una superfície de vidre o algun altre material transparent i la màquina procedeix a fer-ne la còpia imprimint-la al full requerit.
Les màquines més sofisticades tenen un sistema automàtic que permet alimentar-les amb gran quantitat d'originals, els quals la màquina va prenent-ne un i copiant-los. Algunes màquines poden fer còpies d'originals escrits als dos costats del full i imprimir-los als dos costats de la còpia. Moltes fotocopiadores tenen la capacitat d'ampliar o reduir.
Hi ha fotocopiadores que funcionen només amb tinta negra i altres que en fan còpies a color les quals poden fotocopiar una infinita quantitat de colors.Les fotocopiadores més modernes utilitzen una tècnica anomenada xerografia (un procediment de l'electrofotografia), un procés sec que utilitza la calor. Les copiadores també poden utilitzar altres tecnologies, com la injecció de tinta, però la xerografia és la més estàndard.
Actualment hi ha fotocopiadores de mides i funcions variades; hi ha personals, escriptori, estació, plànols, etc. Algunes es poden connectar en xarxa, d'altres són multifuncionals (que també són escàner, fax, impressora, etc.), a més que es divideixen en analògiques i digitals.

## Escàner
Un escàner és un perifèric d'un ordinador que s'utilitza per copiar, mitjançant l'ús de la llum, imatges impreses o documents a format digital (a color o blanc i negre). Els escàners poden tenir accessoris com un alimentador de fulles automàtic o un adaptador per a diapositives i transparències. En obtenir una imatge digital es poden corregir defectes, retallar una àrea específica de la imatge o també digitalitzar text mitjançant tècniques d'OCR. Aquestes funcions les pot fer el mateix dispositiu o aplicacions especials.

## Fax
Fax (abreujament de facsímil), és un dispositiu que permet fer la transmissió telefònica de material escanejat imprès (tant text com imatges), normalment a un número de telèfon connectat a una impressora oa un altre dispositiu de sortida.

## Vídeo projector
Un projector de vídeo o canó de projecció, agafa un senyal de vídeo i projecta la imatge corresponent a una pantalla de projecció fent servir un sistema de lents, permetent així visualitzar imatges fixes o en moviment.
En una oficina serveix per projectar des de l'ordinador i mostrar les presentacions que tinguem importants o per exposicions ens pot servir aquest equip

## Guillotina
Una guillotina per a paper és una eina que s'utilitza en oficines, escoles, empreses d'impressió, permet tallar grans piles de paper d'un sol tall recte.

## Plastificadora
Màquina que serveix per plastificar fulles, col·locant-los un film plàstic que millora la seva aparença i les protegeix.

## Calculadora

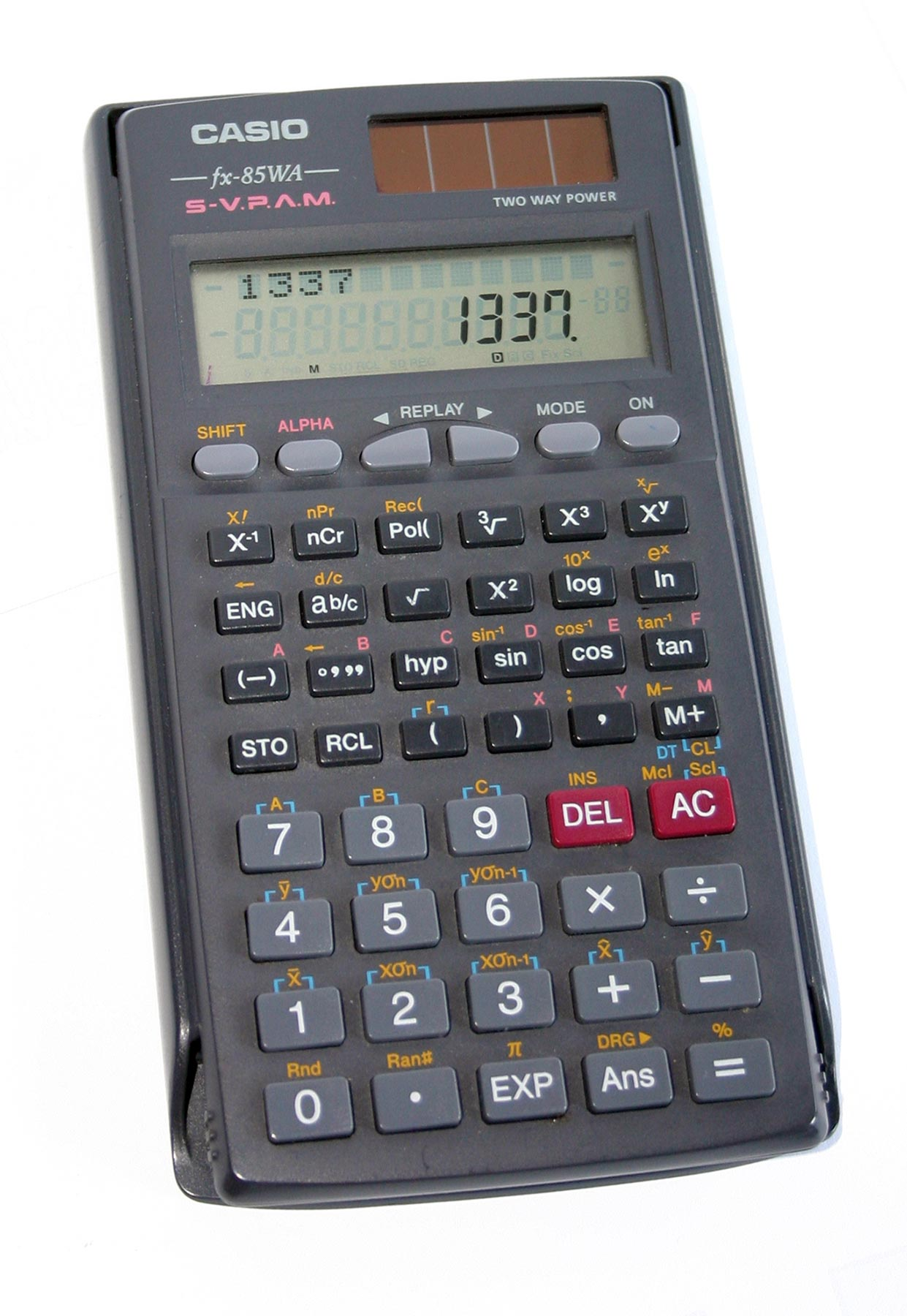
Una calculadora científica convencional de Casio.

Una calculadora és un dispositiu que s'utilitza per fer càlculs aritmètics. Tot i que les calculadores modernes incorporen sovint un ordinador de propòsit general, es dissenyen per fer certes operacions més que per ser flexibles. hi ha calculadores gràfiques amb la capacitat de representar gràfics matemàtics en el camp de la trigonometria o l'estadística. Les calculadores modernes són més portables que la majoria dels ordinadors, però els organitzadors personals (PDA) són comparables pel que fa a la mida. als models típics de calculadora.

## Màquina d'escriure
La màquina d'escriure és un dispositiu mecànic, electromecànic o electrònic, amb un conjunt de tecles que, en ser pressionades, imprimeixen caràcters en un document, normalment paper . La persona que opera una màquina d'escriure rep el nom de mecanògraf .
A principis del segle xxi la funció de la màquina descriure ha estat reemplaçada per leditor de textos de lordinador i la impressora digital.

## Enquadernadora
Una Enquadernadora és una màquina que permet l'enquadernació de fulls mitjançant la col·locació d'una sèrie d'anells de material plàstic o metàl·lic que s'enfilen en múltiples forats que prèviament s'han fet als fulls de paper.